# Егзекутивне функције
Егзекутивне функције (акроним ЕФ) представљају релативно новији општи концепт који се односи на когнитивну организацију и структуру механизама везаних за префронталне области мозга, односно, који се користи за означавање скупа оних способности на којима се заснива понашање усмерено ка циљу. Оне данас спадају у најчешће испитиване когнитивне функције код деце, од када су као посебан конструкт, почеле да се користе од 1970-их година. Овај контролни систем саморегулације, који има све већи значај у развоју језика, самоконтроле, адаптивног понашања, као и развоју и успешности у свакодневном социјалном и академском функционисању, у сталном је истраживању јер је и даље без сасвим јасне дефиниције.
Неке од њих, пре свега радна меморија, инхибиција и временско кодирање сматрају се базичним у смислу да представљају срж и других, комплекснијих облика егзекутивних способности, а њихове специфичности потврђују се и кроз савремене неуроимаџинг студије. Емпиријска база података о временском следу у пролонгираном развоју ЕФ све је потпунија, а савремене неуропсихолошке теорије све више усмеравају на посебност њихове улоге не само у развоју когниције, већ и психичком сазревању уопште.
Иако процена егзекутивних функција представља велики изазов, с обзиром да се и дефинисање и теоријски оквири веома разликују од аутора до аутора, научници су  успели да након дугогодишњег истраживања, креирају упитнике (скале процене) са задовољавајућим психометријским карактеристикама, како би успели да измере димензију понашања у свакодневним, реалним животним околностима у циљу свеобухватне процене егзекутивне функције.

## Дефиниција
Почев од 1970-их година велики број аутора покушао је да их дефинише, и одреди њихову улогу и њихову структуру. Међитим и даље није постигнут консензус, а сам концепт егзекутивних функција се и даље активно и интензивно проучава и доводи у
везу са готово свим аспектима и областима функционисања деце и одраслих.  
Дефиниција Лезакове
Лекова дефинишеи егзекутивне функције као капацитете који омогућавају особи да успешно организује самостално и
сврсисходно понашање са неким циљем. 
Дефиниција Мијаке и сарадника
Ови научници у својој дефиницији егзекутивне функције поистовећују са когнитивном контролом и посматрају их као намерне, неурокогнитивне процесе, који укључују свесну, циљно усмерену контролу мисли, активности и емоција – кроз когнитивну флексибилност, инхибиторну контролу и радну меморију.
Дефиниција Елиота и Фунахашија
Дефинишу егзекутивне функције као сложени сет когнитивних способности које омогућавају координисање менталним процесима и манипулацију информацијама, решавање нових проблема, обраду секвентних информација и генерисање нових стратегија, како би се остварили различити циљеви на флексибилан начин.
Дефиниција Ђоја и Исквита
Дефинишу егзекутивне функције као  скуп процеса који су одговорни за вођење, усмеравање и управљање когнитивним и емоционалним функционисањем и понашањем, нарочито током активног решавања нових проблема...и служе ... као интегративни усмеравајући систем контролисања основних, специфичних неуропсихолошких функција (језика, визуопростроних функција, памћења, емоционалних искустава, моторичких вештина), како би се досегао планирани циљ.
Дефиниција Наглиерија и Голдстејна
Наглиерија и Голдстејн егзекутивне  функције дефинишу као јединствени феномен, ефикасност са којом индивидуа и усваја знања и решава проблеме. У том свом ставу они у оквиру егзекутивних функција, препознају девет области: пажњу, емоционалну регулацију, флексибилност, инхибиторну контролу, организацију, планирање, самоконтролу, иницијативу и радну меморију, у своје гледиште заснивају на бихејвиоралним аспектима егзекутивних функција.